# Yasmina Reza
Yasmina Reza (Nantes, 1 de mayo de 1959) es una escritora, actriz, novelista y dramaturga francesa. Sus padres eran de ascendencia judía; su padre, medio ruso medio iraní; su madre, húngara. En 2000 recibió el Gran premio del teatro de la Academia francesa, en reconocimiento a toda la carrera dramática de la autora.

## Biografía
De origen judío, Reza estudió Sociología y Teatro en la Universidad de Nanterre. Además de francés, habla inglés y alemán. Comenzó a actuar en papeles de obras nuevas o clásicos de Molière o Marivaux. En 1987, escribió Conversations après un enterrement (Conversaciones tras un entierro), que recibió el premio Molière. 
Después de esto, tradujo La metamorfosis de Franz Kafka para Roman Polanski, lo que le valió una nominación para el premio Molière a la mejor traducción. Su segunda obra, La Traversée de l'hiver (La travesía del invierno), ganó también el premio Molière. Su tercera obra teatral, L'Homme du hasard (El hombre del azar), tuvo mucho éxito en varios países. Su obra Art (Arte), ganó también el premio Molière y fue otro éxito internacional. 
Más de una década después, volvió a la actualidad con otra obra de éxito, Le dieu du carnage (2007), conocida en español como Un dios salvaje; que fue adaptada al cine por Polanski en 2011, con un rutilante reparto: Jodie Foster, Kate Winslet, John C. Reilly y Christoph Waltz.

## Obra

### Dirección
- En 2009 rodó su primera película, Chicas, con Carmen Maura como protagonista.

### Teatro
- Conversaciones después un entierro (Conversations après un enterrement), 1987.
- La travesía del invierno (La traversée de l’hiver), 1989.
- Arte (Art), 1995
- El hombre del azar (L’homme du hasard), 1995.
- Tres versiones de la vida (Trois versions de la vie), 2000.
- Una comedia española (Une pièce espagnole), 2004.
- Un dios salvaje (Le Dieu du carnage), 2007, estrenada con dirección de la autora en el Théâtre Antoine de París en el 2008, con la actuación de Isabelle Huppert, André Marcon, Valérie Bonneton y Eric Elmosnino. En España se estrenó ese mismo año con el título Un dios salvaje (traducción del texto de Jordi Galcerán).
- Cómo cuenta usted la partida,  2011.
- Bella figura,  2015.

### Novelas
- Hammerklavier,[4] 1997
- Una desolación (Une désolation), 1999.
- Adam Haberberg, 2003.
- Ninguna parte (Nulle part) 2005.
- En el trineo de Schopenhauer (Dans la luge d'Arthur Schopenhauer), 2005.
- El alba, la tarde o la noche (L'aube le soir ou la nuit), 2007.
- Felices los felices (Heureux les heureux), 2013.
- Babilonia (Babylone), 2016.
- Serge (Serge), 2021.

### Guiones
- Jusqu'à la nuit, (Hasta la noche) 1983 (también actúa).
- Le pique-nique de Lulu Kreutz (El picnic de Lulu Kreutz), 2000.

### Como actriz
- Que les gros salaires lèvent le doigt ! (¡Que los grandes salarios alcen el dedo!), 1982.
- À demain (Hasta mañana), 1991.
- Loin (Lejos), 2001.

## Premio
Medallas del Círculo de Escritores Cinematográficos
| Año  | Categoría            | Película | Resultado |
| ---- | -------------------- | -------- | --------- |
| 2011 | Mejor guion adaptado | Carnage  | Ganadora  |